# Убийства по алфавиту (телесериал, 2018)
«Убийства по алфавиту» (англ. The ABC Murders) — детективный телесериал от студии BBC One снятый в 2018 году, основанный на одноименном романе Агаты Кристи 1936 года. Он транслировался в течение трех вечеров подряд, начиная с 26 декабря 2018 года. Он был адаптирован Сарой Фелпс и поставлен Алексом Габасси.
Телесериал был выпущен на DVD компанией Universal Pictures UK 11 марта 2019 года.

## Сюжет
Пуаро получает письмо от неизвестного человека под псевдонимом «A.B.C». Этот человек обещает совершить преступление, которое не под силу раскрыть полиции. Вскоре действительно происходит несколько убийств, и на месте преступления всегда находят алфавитный железнодорожный справочник.
Серийный убийца настолько самонадеян, что посылает письма Пуаро, где сообщает о следующем месте преступления. Пуаро догадывается, что убийцей является не безумец, страдающий психическим расстройством, а человек, убивающий своих жертв с вполне определённым мотивом.

## В ролях
Джон Малкович снялся в роли Эркюля Пуаро, в телепроекте также приняли участие Руперт Гринт, Тара Фицджеральд и Ширли Хендерсон в ролях второго плана.